# Megan McCormick
Megan Leah McCormick, née le 8 août 1972 à Glendale dans l'Ohio, est une animatrice de télévision américaine. Elle est notamment connue pour la série documentaire Planète insolite (Globe Trekker) qu'elle co-présente de 1997 à 2017,.

## Biographie
Elle grandit en Floride et son enfance est influencée par sa mère qui possède un abonnement à National Geographic ainsi qu'un planisphère.
Elle effectue une partie de ses études en France et à l'Université de Boston où elle obtient un Bachelor of Science en Philosophie et Science Politique.

## Filmographie

### Télévision

#### Documentaires
- 1997-2007 : Planète Insolite
- 2001-2002 : Treks in a Wild World
- 2010 : Sea Nation